# Congost de Darial

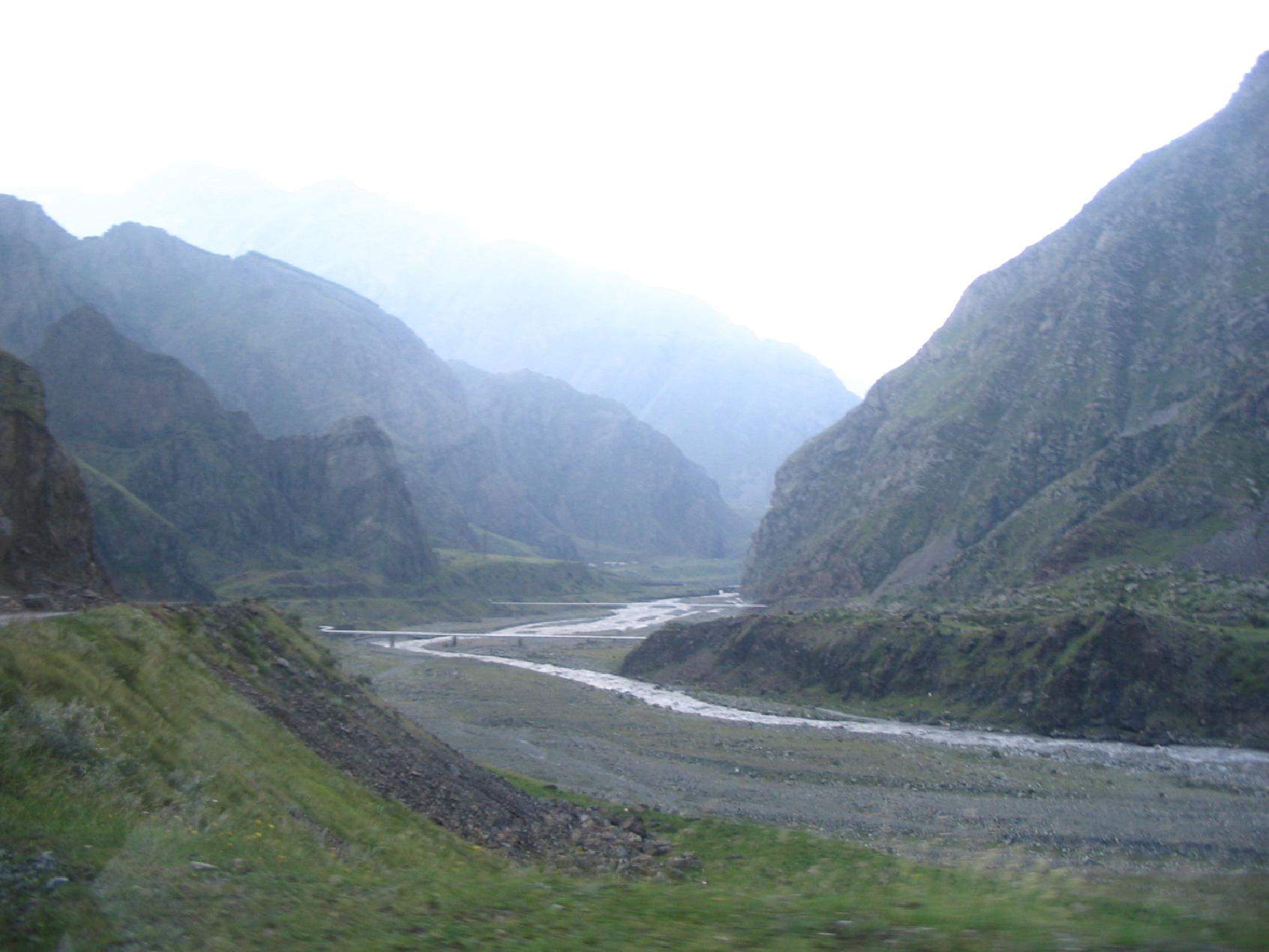
Congost de Darial

El congost de Darial (en rus, Дарьяльское ущелье; en osseta, Дайраны ком; en georgià, დარიალის ხეობა) és un pas natural entre Geòrgia i Rússia situat al centre de la carena del Gran Caucas. Es tracta d'una gorja formada pel curs superior del Tèrek, situada a una altitud de 1.447 m, que travessa dos penya-segats de 1.800 metres d'altitud. Situat a l'est de la muntanya de Kazbek, el congost és travessat per la Carretera Militar Georgiana que connecta Tbilisi, la capital de Geòrgia, amb Vladikavkaz, a Rússia.

## El nom
El nom Darial prové del persa Dar-e Alan (در الان), 'Porta dels alans'. El congost també ha estat anomenat 'Porta dels ibers' o 'Porta del Caucas', i els annals georgians el mencionen com a Darialani. Igualment, el geògraf Estrabó li va dir Porta Caucasica o Portae Caspiae, Ptolemeu Fortes Sarmatica i els tàtars Darioly.

## Història

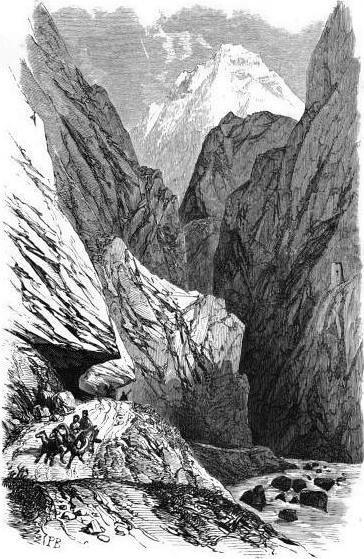
Le Darial, il·lustració de Lettres sur le Caucase et la Crimée, de Florent A. Gille (1859)

El congost de Darial ha estat important històricament, ja que és un dels dos únics passos que permeten travessar la serralada del Caucas (l'altre és el pas de Derbent) i ha estat durant molt de temps fortificat, almenys des de l'any 150 aC (encara hi són visibles les ruïnes d'una antiga fortalesa).
Es tracta igualment d'una de les possibles localitzacions de les "Portes de Ferro", mencionades per Flavi Josep, que Alexandre el Gran hauria construït per tal de protegir-se dels pobles del nord (Gog i Magog).
Els sassànides se'n van apoderar vers els anys 252-253, quan van conquerir i annexar el Regne d'Ibèria. El 628, va passar a ser controlat pel kanat turc occidental, quan Tong Yabgu Qagan va signar un tractat amb Ibèria, que establia la transferència de totes les seves ciutats i fortaleses sota domini del Khan, així com el lliure comerç.
Els àrabs van intentar diverses vegades dominar el congost de Darial, però mai no es va desenvolupar com una ciutat de frontera i fortalesa. Les primeres incursions àrabs al segle VII no hi van arribar. El congost és esmentat el 724, quan Abu-Uqba al-Jarrah ibn Abd-Al·lah al-Hakamí va envair Khazària per aquesta via i, l'any següent, els alans van pagar la jizya i el kharaj, però el 727 Màslama ibn Abd-al-Màlik ibn Marwan va haver d'ocupar el lloc, que tornava a estar en mans dels alans, i hi va establir una guarnició en un fortalesa situada sobre un massís rocós, però tot i així el 730 els khàzars van creuar aquest pas i van derrotar Al-Jarrah en una gran batalla i ocuparen tot seguit Ardabil, i se'n retiraren al final amb un gran botí. En l'expedició de Marwan ibn Muhàmmad, el futur califa Marwan II, del 737, va atacar els khàzars simultàniament des del Darial i des del Derbent (d'on va sortir Abu-Yazid as-Sulamí), i temporalment va dominar el territori fins al Volga, però sense intentar una ocupació permanent.
Posteriorment, va ser controlat pel Regne de Geòrgia, amb una batalla puntual entre l'il-kanat i l'Horda d'Or, llavors controlats indirectament pels safàvides i els qajars, fins que va ser pres per l'Imperi Rus en annexar el Regne de Geòrgia el 1801. Nominalment, sota el control dels kanats locals, els russos hi van mantenir una guarnició estratègica fins al desmembrament de la Unió Soviètica.
El poeta rus Mikhaïl Lérmontov, originari de la regió, va immortalitzar el congost en la seva obra El dimoni, convertint l'indret en una icona del romanticisme.